# Testo unico sulle società a partecipazione pubblica
Il Testo unico sulle società a partecipazione pubblica viene introdotto con il Decreto legislativo 19 agosto 2016, n. 175. È una legge della Repubblica Italiana che racchiude e coordina tutte le disposizioni in materia di società a partecipazione pubblica, entrato in vigore il 29 settembre 2016.

## Struttura
Il testo unico non è diviso in parti ed è composto dei seguenti articoli:
- Art.  1. Oggetto
- Art.  2. Definizioni
- Art.  3. Tipi di società in cui è ammessa la partecipazione pubblica
- Art.  4. Finalità perseguibili mediante l'acquisizione e la gestione di partecipazioni pubbliche
- Art.  5. Oneri di motivazione analitica
- Art.  6. Principi fondamentali sull'organizzazione e sulla gestione delle società a controllo pubblico
- Art.  7. Costituzione di società a partecipazione pubblica
- Art.  8. Acquisto di partecipazioni in società già costituite
- Art.  9. Gestione delle partecipazioni pubbliche
- Art. 10. Alienazione di partecipazioni sociali
- Art. 11. Organi amministrativi e di controllo delle società a controllo pubblico
- Art. 12. Responsabilità degli enti partecipanti e dei componenti degli organi delle società partecipate
- Art. 13. Controllo giudiziario sull'amministrazione di società a controllo pubblico
- Art. 14. Crisi d'impresa di società a partecipazione pubblica
- Art. 15. Monitoraggio, indirizzo e coordinamento sulle società a partecipazione pubblica
- Art. 16. Società in house
- Art. 17. Società a partecipazione mista pubblico-privata
- Art. 18. Quotazione di società a controllo pubblico in mercati regolamentati
- Art. 19. Gestione del personale
- Art. 20. Razionalizzazione periodica delle partecipazioni pubbliche
- Art. 21. Norme finanziarie sulle società partecipate dalle amministrazioni locali
- Art. 22. Trasparenza
- Art. 23. Clausola di salvaguardia
- Art. 24. Revisione straordinaria delle partecipazioni
- Art. 25. Disposizioni transitorie in materia di personale
- Art. 26. Altre disposizioni transitorie
- Art. 27. Coordinamento con la legislazione vigente
- Art. 28. Abrogazioni